# میکله مورونه
میکِله مورونه (ایتالیایی: Michele Morrone؛ ‏ تلفظ ایتالیایی: [miˈkɛːle morˈroːne]؛ زاده ۳ اکتبر ۱۹۹۰ در ملنیانو) بازیگر، مدل و خواننده ایتالیایی است که در فیلم‌های ایتالیایی و لهستانی بازی کرده‌است. مطرح‌ترین بازی وی نقش ماسیمو در درام شهوانی ۳۶۵ روز در سال ۲۰۲۰ است.

## زندگی شخصی

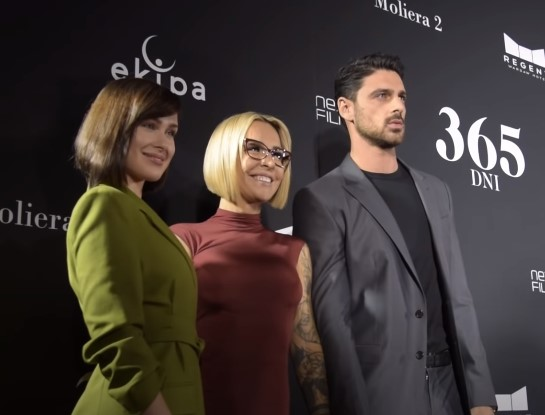
میکله مورونه، بلانکا لیپینسکا و آنا ماریا سیکلوکا در مصاحبه با Telemagazyn سال ۲۰۱۹.

مورونه در ۳ اکتبر ۱۹۹۰ در ملنیانو ایتالیا زاده شد. او در رشته تئاتر در «تئاترو فراسکینی» دانش‌آموخته‌است.
میکله سه خواهر بزرگتر دارد. پدرش کارگر ساختمانی بود و هنگامی‌که میکله ۱۲ ساله بود درگذشت.
مورونه در سال ۲۰۱۴ با «رُبی سعاده»، طراح مد لبنانی، ازدواج کرد. وی دو پسر به نام‌های مارکوس و براندو دارد. میکله و رُبی در سال ۲۰۱۸ طلاق گرفتند.
پس از طلاق، مورونه دچار مشکلات افسردگی شد. وی نوشت: "یک سال و نیم پیش من قصد داشتم همه چیز را ترک کنم، دیگر نمی‌خواستم بازی کنم. من بعد از طلاق گرفتن از همسرم در وضعیت شدید افسردگی قرار گرفتم. من به عنوان یک باغبان در یک روستای دورافتاده با ۱۰۰۰ نفر کار پیدا کردم زیرا پول بیشتری در جیب خود نداشتم. " وی افزود: اما زندگی عجیب است. وقتی شما سرخورده اید سرنوشت، قطار مناسب را در پیش روی شما قرار می‌دهد و اگر قوی باشید می‌توانید سوارش شوید. همیشه به خودت باور داشته باش. . . همیشه. "

## هنرپیشگی
او کار خود را با نقش‌های کوچک و پس از کسب تجربه در این زمینه، بازی در نقش‌های اصلی را در تئاتر آغاز کرد. بازی او در "Il tempo di una sigaretta" در یک شو به نام "Che Dio ci aiuti" به نمایش درآمد. در سال ۲۰۱۲، این بازیگر برای نقش اصلی در 'E la vita ' گزینش شد. برخی از پروژه‌های وی شامل Sirene , El juicio (Il processo) , Come in Delfino , Renata Fonts , Squad 6، Medici, The Proces, Milly Carlucci و موارد دیگر است. در سال ۲۰۱۹، میکله مورونه این بخت را پیدا کرد که نقش اصلی لوئیجی را در 'Bar Joseph' بازی کند.

### ۳۶۵ روز
در سال ۲۰۲۰ میکله مورونه پس از بازی در نقش اصلی «ماسیمو توریچلی» در ۳۶۵ روز به آوازهٔ جهانی دست یافت. این فیلم که در لهستان در ۷ فوریه ۲۰۲۰ اکران شده بود، در شبکه پخش خانگی نتفلیکس پخش شد. شتاب جهانی شدن آن، به ویژه برای صحنه‌های شهوانی است که شبیه به مضامین فیلم ۲۰۱۵ پنجاه سایهٔ گری بود.

## حرفه خوانندگی
میکله مورونه نوازنده گیتار و خواننده است. یکی از مشهورترین آهنگهای وی "Feel It" است که در ۳۶۵ روز به نمایش درآمد. او آلبومی با نام Dark Room منتشر کرده‌است. ترانه‌های وی از این آلبوم عبارتند از: "سخت برای من"، "تماشا کن می‌سوزم"، "این کار را اینگونه انجام بده"، "باران در قلب" و موارد دیگر است.
میکله بیش از ۱۶۹٬۰۰۰ مشترک و ۳۵ میلیون بازدید کلی در کانال خود داشته‌است (از تاریخ ۸ ژوئن ۲۰۲۰). وی در تاریخ ۱۶ ژانویه ۲۰۲۰ به یوتیوب پیوست. بیشترین بازدید از ویدیوی کانال وی، موزیک ویدیوی "Feel It" است که ۱۴ میلیون بازدید به‌دست آورده‌است.

## فیلم‌شناسی

### فیلم
| سال  | عنوان                    | نقش                    | توضیحات              |
| ---- | ------------------------ | ---------------------- | -------------------- |
| ۲۰۱۷ | Who's the Beast          | Peter                  | فیلم کوتاه           |
| ۲۰۱۸ | L'ultimo giorno del toro | —                      |                      |
| ۲۰۱۹ | Bar Joseph               | Luigi                  |                      |
| ۲۰۲۰ | ۳۶۵ روز                  | Don Massimo Torricelli |                      |
| ۲۰۲۰ | Duetto                   | Marcello Bianchini     | در مرحله پس از تولید |

|
|
|-
|۲۰۲۴
| (آدم آهنی)
|
|-

### مجموعه تلویزیونی
| سال  | عنوان                    | نقش               | توضیحات                      |
| ---- | ------------------------ | ----------------- | ---------------------------- |
| ۲۰۱۵ | Provaci ancora prof!     | Bruno Sacchi      | Episode: "Passioni sprecate" |
| ۲۰۱۷ | Sirene                   | Ares aka Gegè     | Miniseries                   |
| ۲۰۱۸ | Renata Fonte             | Marcello My       | Television film              |
| ۲۰۱۹ | مدیچی (مجموعه تلویزیونی) | Ship Captain      | دو قسمت                      |
| ۲۰۱۹ | محاکمه                   | Claudio Cavalleri | ۸ قسمت                       |